# عذمر (الملاجم)

تعديل مصدري - تعديل

عذمر هي إحدى قرى عزلة ال منصور الملاجم بمديرية الملاجم التابعة لمحافظة البيضاء، بلغ تعداد سكانها 163 نسمة حسب تعداد اليمن لعام 2004.